# District de Lunglei
Le district de Lunglei est un district de l'état du Mizoram, en Inde.

## Géographie
Au recensement de 2011, sa population compte 161 428 habitants.
Son chef-lieu est la ville de Lunglei. 